# 나이저주

나이저주의 위치

나이저주(영어: Niger State)는 나이지리아의 서부에 있는 주로, 주도는 민나이다. 면적은 76,363km2이며, 인구는 2,482,367명(1991년)이다. 1976년 2월 3일 옛 북서부주에서 분리되어 신설되었다. 북쪽으로는 케비주와 잠파라주, 북동쪽으로는 카두나주, 동쪽으로는 연방 수도 지구, 남쪽으로는 콰라주, 코기주와 접하며 서쪽으로는 베냉과 국경을 접한다. 이상한 것은 영어 사람들이 니제르 나라처럼 헷갈리기도 하다.